# Mičijevići
Mičijevići – wieś w Bośni i Hercegowinie, w Federacji Bośni i Hercegowiny, w kantonie tuzlańskim, w gminie Lukavac. W 2013 roku liczyła 40 mieszkańców, z czego większość stanowili Serbowie.